# Mile End (Metropolitano de Londres)
Mile End é uma estação do Metrô de Londres em Mile End, Londres. É servido pelas linhas Hammersmith & City, District e Central . Esta estação possui um intercâmbio de plataforma cruzada em ambas as direções; as linhas District e Hammersmith & City param nos trilhos internos, e a linha Central para nos trilhos externos. Fica na Zona 2 do Travelcard.

## História
A estação foi inaugurada em 2 de junho de 1902 pela Whitechapel & Bow Railway (W&BR). Os serviços eletrificados começaram em 1905. Os primeiros serviços foram fornecidos pela District Railway (hoje District line); a Metropolitan line surgiu em 1936 (em 1988, esta seção da Metropolitan foi renomeada para Hammersmith & City line). Em 1946, a estação foi expandida e reconstruída pelo arquiteto-chefe do metrô de Londres, Stanley Heaps, e seu assistente Thomas Bilbow, como parte da extensão leste da linha Central, com serviços começando em 4 de dezembro de 1946. Após a nacionalização dos proprietários da joint venture da W&BR, a propriedade total da estação passou para o Metrô de Londres em 1950.
Durante o desenvolvimento da Docklands Light Railway (DLR) na década de 1980, ele seria um sistema de bonde. A opção preferida para o norte era usar o DLR pela Mile End Road em direção ao terminal na estação de metrô Mile End. No entanto, a rota Stratford foi escolhida e o sistema se tornou um metrô leve.
A estação passou por uma reforma em 2007. A Metronet, uma empresa em parceria público-privada com a Transport for London (TfL), chegou a desmantelar a estação antes do colapso da empresa em 2008. Após um curto período de mudança, a TfL continuou o trabalho de renovação.
Em 5 de julho de 2007, um trem da linha Central descarrilou ao atingir um rolo de manta anti-incêndio, que havia sido arrancado de uma passagem transversal entre os dois túneis pelos fortes ventos cruzados.
Em Novembro de 2009, parte de uma barreira de plástico de um trem da linha Central partiu e atingiu três passageiros. Uma mulher sofreu um 5 cm (2.0 in) um corte na testa, e a London Underground Ltd enfrentou uma multa de até £20.000 após admitir a responsabilidade no caso.

## Design e layout

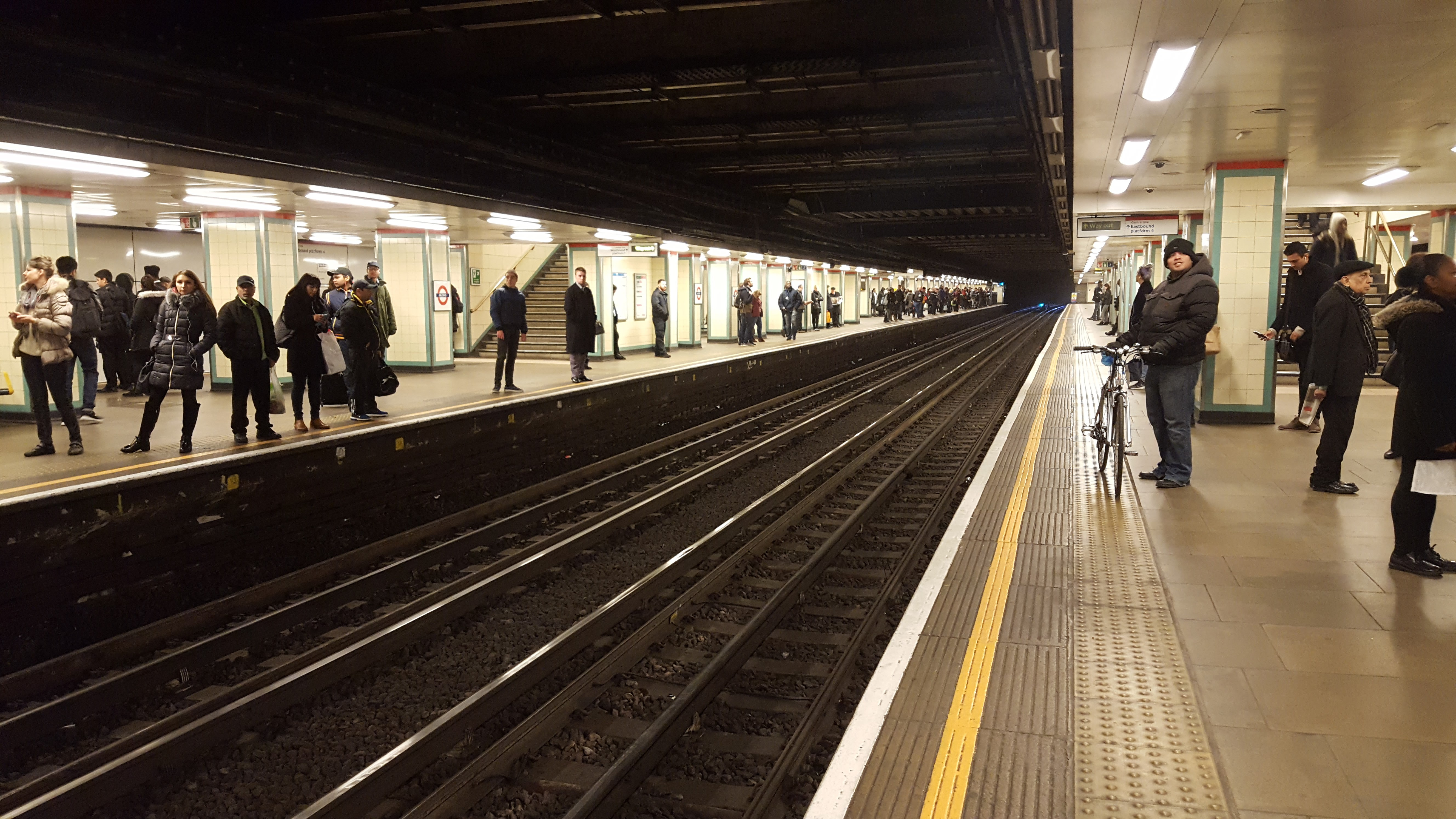
Vista dos trilhos subterrâneos após a reforma em 2016.

Mile End é a única estação em um túnel na rede que oferece intercâmbio entre plataformas entre trens de tubo profundo (linha Central) e subterrâneos (linha District e Hammersmith & City) A estação leva o nome da A11 Mile End Road, que por sua vez recebeu o nome de um marco que significa o ponto 1 milha (1,6 km) a leste do limite da Cidade de Londres. No entanto, a posição da pedra estava, na verdade, mais perto de Stepney Green do que da própria estação Mile End, que fica mais a leste, no cruzamento com a Burdett Road.

## Locais notáveis

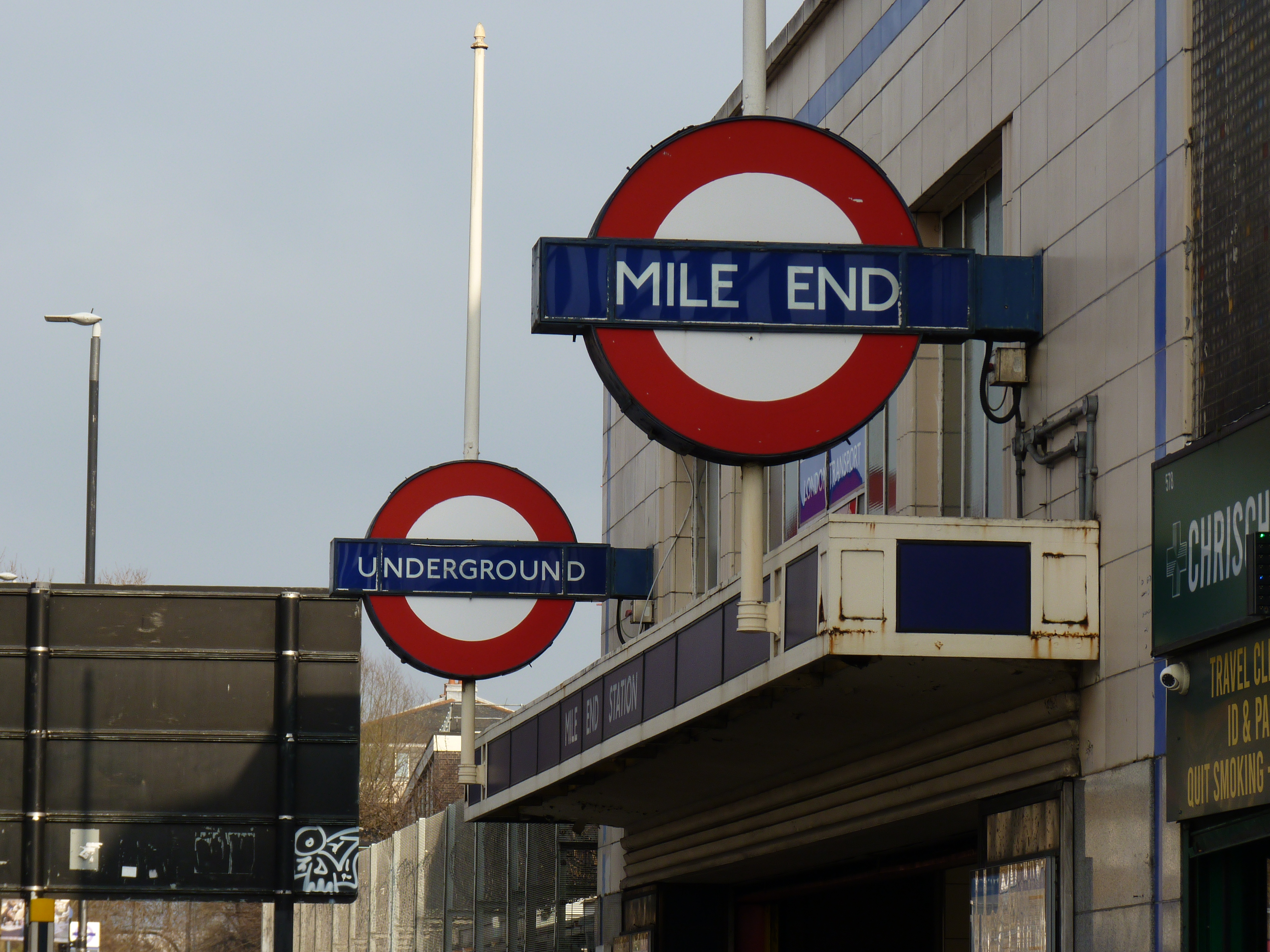

A estação fica perto do Victoria Park e do Mile End Park, bem como do Regent's Canal. A Queen Mary University of London, o Mile End Hospital e o agora fechado St. Clements Hospital — parte do Royal London Hospital — ficam nas proximidades.

## Conexões
A estação é atendida pelas linhas dos ônibus de Londres dia e noite.